# Que no soc una dona?

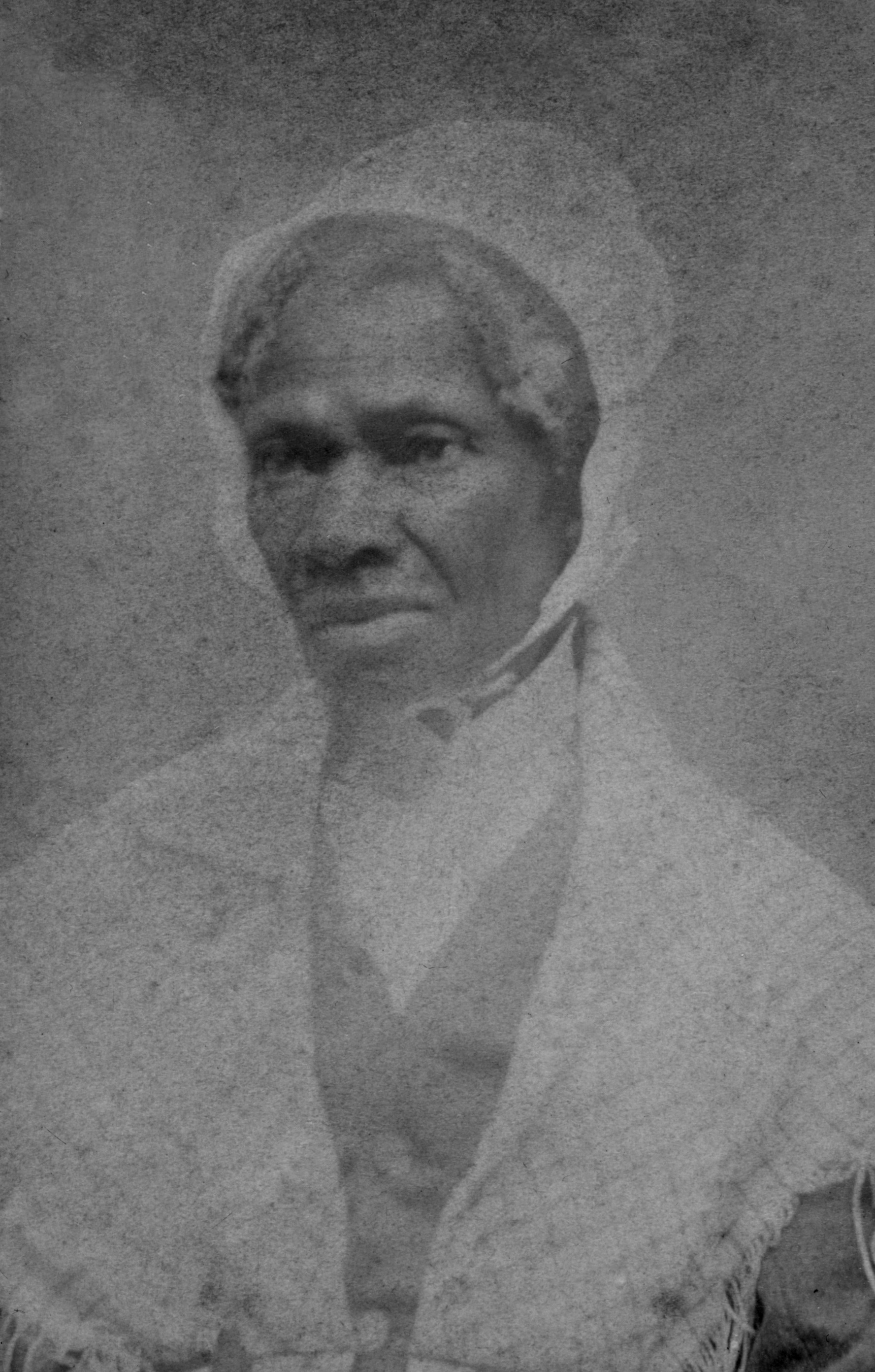
Sojourner Truth

"Que no soc una dona?" És el nom donat a un discurs pronunciat espontàniament per Sojourner Truth (1797–1883), nascuda en l'esclavitud en l'estat de Nova York. Després d'obtenir la llibertat el 1827, es convertí en una famosa oradora antiesclavista. Aquest discurs, el pronuncià en la convenció de Dones d'Akron, Ohio, el 29 de maig de 1851, i originàriament no tenia títol.
El discurs es publicà en dos diaris de l'època, i una transcripció se'n feu en el Anti-Slavery Bugle el 21 de juny de 1851. Rebé més publicitat el 1863 durant la Guerra Civil nord-americana quan Frances Dana Barker Gage n'edità una versió, coneguda com a Ain't I a Woman? a causa de la repetida pregunta durant el discurs. Aquesta última versió, més àmpliament disponible, ha estat la referenciada per molts historiadors i historiadores.

## Rerefons

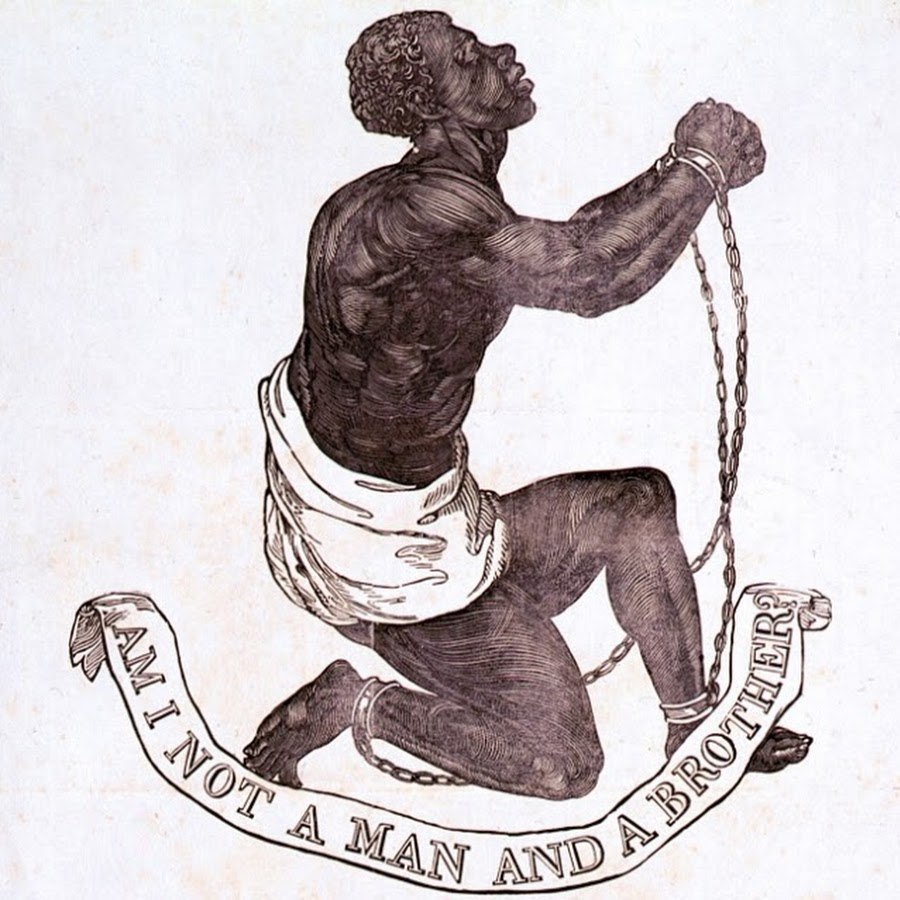
"Que no soc un home i un germà?", 1787, medalló dissenyat per Josiah Wedgwood per a la campanya antiesclavista britànica

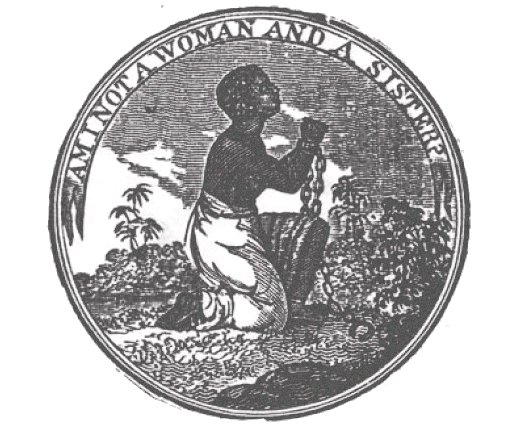
1830: imatge d'una esclava que diu "Que no soc una dona i una germana?"

La frase "Que no soc un home i un germà?" l'havien utilitzada els abolicionistes britànics des del s. XVIII tardà per denunciar la inhumanitat de l'esclavitud. Aquest lema masculí esdevingué lema femení en la dècada de 1820 pels abolicionistes britànics, després, el 1830, el diari abolicionista americà Genius of Universal Emancipation tragué una imatge d'una esclava que pregunta "¿Que no soc una dona i una germana?" Aquesta imatge s'expandí molt en la dècada de 1830, i es convertí en una moneda de coure, però sense el signe d'interrogació, per donar una resposta positiva a la pregunta. El 1833, l'activista afroestatunidenca Maria W. Stewart utilitzà aquest lema per a defensar els drets de les dones de totes les ètnies. L'historiador Jean Fagan Yellin argumentava al 1989 que aquest lema serví d'inspiració a Sojourner Truth, que era molt conscient de la gran diferència en el nivell d'opressió de les dones blanques respecte a les negres. Truth estava afirmant el seu gènere i ètnia en preguntar a la multitud: "Que no soc una dona?"
Els primers reportatges sobre del discurs, els edità el New York Tribune el 6 de juny de 1851, i The Liberator cinc dies més tard. Tots dos n'eren breus, sense transcripció completa. La primera transcripció completa es publicà el 21 de juny en l'Anti-Slavery Bugle per Marius Robinson, un abolicionista i editor de diaris que actuà com a secretari de la convenció. La pregunta del títol no apareix en el seu reportatge.
Dotze anys més tard, al maig de 1863, Frances Dana Barker Gage en publicà una transcripció molt diferent. En aquesta, dona a Truth moltes característiques del discurs dels esclaus meridionals, i incloïa material nou que Robinson no hi havia reportat. La versió de Gage del discurs es reedità al 1875, 1881, i 1889, i n'esdevingué l'estàndard històric. Aquesta versió es coneix com "Que no soc una dona?" per la seua repetida pregunta. L'estil d'expressió de Truth no era com el dels esclaus meridionals. Nasqué i cresqué a Nova York, i només parlava holandés fins als nou anys.
Els afegits que Gage va fer en el discurs de Truth inclouen que ella podia suportar el fuet com un home, que ningú li oferia la tradicional cortesia que se li devia a una dona, i que la majoria dels seus 13 fills foren venuts lluny d'ella com a esclaus. Es creu àmpliament, però, que S. Truth tingué cinc fills, un dels quals fou venut, i no es va saber que reclamara més fills. Altres inexactituds de Gage de 1863 entren en conflicte amb el seu propi informe contemporani: Gage escrigué al 1851 que Akron en general i la premsa en particular eren molt amables amb la Convenció dels Drets de la Dona, però el 1863 escrigué que els líders de la convenció temien els opositors de la "massa". Altres informes de testimonis oculars del discurs de Truth n'expliquen una història diferent, en què tots els rostres estaven "radiants d'alegria" en la sessió en què parlà Truth; que cap "nota discordant" interrompé l'harmonia dels procediments. En contrast amb la versió posterior de Gage, Truth fou rebuda calorosament pels assistents a la convenció, la majoria dels quals eren abolicionistes, amics d'idees progressistes sobre ètnia i drets civils.

## El discurs

### 1851 versió de Robinson
Marius Robinson, que assistí a la convenció i treballà amb S. Truth, imprimí el discurs tal com el transcrigué en l'edició del 21 de juny de 1851 de l'Anti-Slavery Bugle.
| «                 | Un dels discursos més singulars i interessants de la convenció el pronuncià Sojourner Truth, una esclava emancipada. És impossible transferir-lo al paper, o transmetre una idea adequada de l'efecte que produí en l'audiència. Només els que veieren la seua forma poderosa, la seua ànima sencera, el seu gest sincer, i n'escoltaren els tons forts i veraços, poden apreciar-lo. S'acostà a la plataforma i, dirigint-se al president, digué amb gran senzillesa: "Puc dir unes paraules?" Rebé una resposta afirmativa, i començà: | » |
| — Marius Robinson | |   |

- Vull dir unes paraules sobre aquest assumpte. Soc un dret de la dona. Tinc tant de múscul com qualsevol home, i puc fer tant de treball com qualsevol home. He llaurat i collit i trillat i tallat i segat, i pot qualsevol home fer més que això? He sentit parlar molt que els sexes són iguals. Puc carregat tant com qualsevol home, i puc menjar tant també. Soc tan forta com qualsevol home. Quant a l'intel·lecte, tot el que puc dir és: si una dona pren una pinta, i un home un litre, per què no pot ella prendre's tota la pinta? No han d'espantar-se de donar-nos els nostres drets per por que beguem massa, perquè no podem beure més del que la nostra pinta puga contenir. Els pobres homes semblen estar confosos i no saben què fer-ne. Perquè, fills, si teniu a la mà els drets de la dona, doneu-nos-els i us sentireu millor. Tindran els teus propis drets, i no et causaran tants problemes. No puc llegir, però puc sentir. He sentit la Bíblia i he aprés que Eva feu pecar l'home. Bé, si una dona trastorna al món, doneu-li l'oportunitat de tornar a posar-lo en el seu lloc. La Senyora ha parlat de Jesús, que mai menyspreà a la dona, i ella tenia raó. Quan Llàtzer va morir, Maria i Marta se n'anaren amb ell amb fe i amor i li pregaren que retornara el seu germà. I Jesús plorà i Llàtzer ressuscità. I com vingué Jesús al món? Per Déu que el creà i la dona que el donà a llum. Home, on hi era la teua part? Les dones estan pujant beneïdes per Déu i alguns homes estan pujant amb elles. Però l'home està en un lloc premut, el pobre li esclau està a sobre, la dona li està a sobre, i ell està segurament entre un falcó i un voltor.[15]

### 1863 versió de Gage
Gage, una activista en els drets de la dona i l'abolicionisme, recordà 12 anys després el discurs. Ella, que presidia la reunió, la descrigué:
Els líders del moviment tremolaren en veure una dona negra alta i demacrada amb un vestit gris i un turbant blanc, amb un barret de sol rústic, marxar deliberadament cap a l'església, caminar amb l'aire d'una reina pel passadís, i asseure's als graons del púlpit. S'escoltà un brunzit de desaprovació per tota la casa, i se sentí: 'Un assumpte d'abolició'". "Drets de la dona i negres!" "T'ho vaig dir!" "Endavant, negra!". Una vegada i altra, tímids i tremolosos se m'acostaven i em deien, amb serietat: "No la deixe parlar, Sra. Gage, ens arruïnarà. Tots els diaris del país tindran la nostra causa barrejada amb l'abolició i els negres, i ens denunciaran". La meua resposta va ser: "Ja veurem quan n'arribe el moment".
El segon dia els ànims s'escalfaren. Els ministres metodista, baptista, episcopal, presbiterià i universalista hi vingueren a escoltar i discutir les resolucions presentades. Un reclamava drets i privilegis superiors per a l'home, sobre la base d'un "intel·lecte superior"; altre, per l'"homenia de Crist; si Déu hagués desitjat la igualtat de la dona, n'hauria donat alguna mostra de la seua voluntat amb el naixement, la vida i la mort del Salvador". Un altre ens va donar una visió teològica del "pecat de la nostra primera mare".
En aquella època hi havia molt poques dones que s'atreviren a parlar en públic; i els augusts mestres del poble semblaven estar traient el millor de nosaltres, mentre que els nois de les galeries, i els que es burlaven entre les bancades, gaudien enormement de la incomoditat que s'hi creava. L'atmosfera es va convertir en una tempesta. Quan, lentament, del seu seient a la cantonada s'alçà Sojourner Truth, "no la deixes parlar!" em va panteixar mitja dotzena a l'orella. Es va moure solemnement cap endavant, es posà el vell barret als peus, i em mirà als ulls. Va haver-hi un so de desaprovació a dalt i a baix. Em vaig alçar i vaig anunciar: "Veritat estrangera", i vaig pregar a l'audiència que guardara silenci uns moments.
El tumult s'aplacà immediatament, i tots els ulls convergiren en aquesta forma gairebé amazònica, que feia quasi dos metres d'alçada, amb el cap alçat, i els ulls perforant l'aire com en un somni. Amb la seua primera paraula hi hagué un profund silenci. Parlava en tons greus que, tot i que no eren forts, arribaven a totes les oïdes.
Açò és el discurs com Gage el recordà en la Història del sufragi de la dona que, segons ella, estava en el dialecte original tal com el presentà Sojourner Truth:
"Bé, fills, quan hi ha molt d'aldarull és perquè alguna cosa està passant. Crec que tant els negres del sud com les dones del nord estan parlant de drets i als homes blancs no els queda més remei que cedir molt aviat. Però, de què estem parlant ací?"
"Els homes diuen que les dones necessiten ajut per pujar a les carretes i per passar sobre els clots del carrer i que han de tenir el millor lloc a tot arreu. Però a mi ningú mai m'ha ajudat a pujar a les carretes o a saltar tolls de llot o m'ha donat el millor lloc!" I alçant-se amb tota la seua altura, i la seua veu com un tro, preguntà: "Que no soc una dona? Miren-me! Miren-me els braços! (I mostrà el braç dret a l'espatlla, i el seu tremend poder muscular). He llaurat i sembrat, i treballat als estables i cap home ho va fer mai millor que jo! Que no soc una dona? Puc treballar i menjar tant com un home si és que trobe menjar i puc aguantar la fuetada també! Que no soc una dona? Vaig parir tretze fills i vaig veure com tots foren venuts com a esclaus, quan vaig plorar per les penes de ma mare ningú, tret de Jesucrist, m'escoltà, és que no soc una dona?"
"Llavors es preguntaran: Què li ronda pel cap? Què significa això? (Un membre de l'audiència suggereix “Intel·lecte”) -Exacte! Què té a veure tot això amb els drets de les dones i dels negres?"
"Si el meu càntir només pot contenir una pinta i el de vostés un quart, no seria molt egoista de part de vostés no deixar-me tenir la meua petita meitat plena?" Assenyalà amb el dit i feu un cop d'ull al ministre que havia presentat l'argument. Els vítols foren llargs i forts.
"Llavors l'homenet vestit de negre diu que les dones no poden tenir tants drets com els homes, perquè Crist no era una dona. D'on vingué Crist? De Déu i d'una dona! L'home no tingué res a veure amb Ell!" Oh, quin reny per a aquest homenet.
Girant-se cap a un altre objector, començà a defensar la Mare Eva. No vaig poder seguir-la. Era punxant, enginyosa i solemne; provocava amb quasi totes les frases aplaudiments ensordidors; i acabava afirmant: "Si la dona que Déu feu una vegada era prou forta com per capgirar el món ella sola, aquestes dones juntes (i va mirar sobre la plataforma) haurien de ser capaces de donar-li la volta, i tornar a posar-ho de nou tot en ordre. I ara estan demanant de fer-ho, serà millor que els homes les deixen". Una llarga i contínua ovació saludà això. "Gràcies per haver-me escoltat, ara la vella Sojourner no té res més a afegir."

Gage en descrigué el resultat: 
 Entre crits d'aplaudiments, tornà al seu racó, deixant a més d'un de nosaltres amb els ulls plens i els cors bategant amb gratitud. Ens havia aixecat en els seus forts braços i ens havia dut fora de perill en la dificultat de canviar la marea al nostre favor. Mai en ma vida he vist res semblant a la influència màgica que dominà l'esperit del dia, i convertí les burles d'una multitud en notes de respecte i admiració. Centenars de persones s'apressaren a encaixar-li la mà, felicitar la gloriosa i anciana mare i la consideraren una enviada Déu en la seua missió d'"atestar de nou pel que fa a la maldat d'aquesta ""única gent"". 

## Llegat
No hi ha una versió única i indiscutible del discurs de S. Truth. Robinson i Truth eren amigues, i havien treballat juntes en l'abolició de l'esclavitud i pels drets de la dona, i el seu informe és estrictament el seu record sense comentaris afegits. Com la versió de Robinson es publicà en l'Anti-Slavery Bugle, i l'audiència es preocupava més pels drets dels afroamericans que pels de les dones, és possible que la versió de Robinson estiga dirigida per a la seua audiència. Tot i que Truth col·laborà amb Robinson en la transcripció del discurs, no li'l dictà mot a mot.
La versió històricament acceptada del discurs l'escrigué Gage, però no hi ha proves que Gage en treballara amb Truth en la transcripció. Gage retrata la Veritat usant un dialecte meridional, que els primers informes del discurs no esmenten. Es deia que Truth s'enorgullia del seu anglés parlat. El dialecte en la versió del 1863 de Gage és menys sever que en la versió més tardana del 1881. A més, la multitud a la qual es dirigia Truth aquest dia estava formada sobretot per dones blanques i privilegiades. En el record de Gage, descriu que la multitud no volia que Truth parlara perquè no volien que es confonguera la causa del sufragi amb l'abolició, malgrat molts informes que testimonien que Truth era acollida amb respecte. Tot i que la versió de Gage és més àmplia, està escrita com un relat: afegeix comentaris seus, i crea una escena de l'esdeveniment, amb les reaccions de l'audiència.

### Pertinència contemporània
Ain't I a Woman?, de Sojourner Truth, és una crítica a l'anàlisi d'un sol eix de la dominació, i a com una anàlisi que ignora les identitats entrellaçades impedeix l'alliberament. Els acadèmics Avtar Brah i Ann Phoenix enraonen com el discurs de Truth pot ser llegit com una crítica interseccional d'organitzacions activistes homogènies. El discurs de Truth en la convenció "desconstrueix cadascuna de les principals reivindicacions de la veritat sobre el gènere en una formació social patriarcal d'esclaus", mentre demana a l'audiència que veja com s'han complert les seues expectatives de gènere dins de la seua experiència de vida. Brah i Phoenix escriuen,
“Les reivindicacions identitàries de Sojourner Truth són, per tant, relacionals, construïdes en relació amb les dones blanques i tots els homes, i demostren clarament que el que diem "identitats" no són objectes sinó processos constituïts en les relacions de poder.”
El discurs de Truth dona una idea de com les dones negres s'enfronten a la dominació sota l'esclavitud, i que aquesta dominació era específica a causa de la seua pell i la condició de dones juntes; que en tractar-les com a entitats separades limita el potencial alliberador de qualsevol coalició unida contra la dominació. La Veritat desafia l'audiència a confrontar la seua comprensió de la dominació presentant la seua experiència viscuda com a dona negra esclavitzada en el primer pla de la seua política, i específicament perquè és tant negra com dona.